# Galenara lixarioides
Galenara lixarioides là một loài bướm đêm trong họ Geometridae.